# Zofia Lubomirska

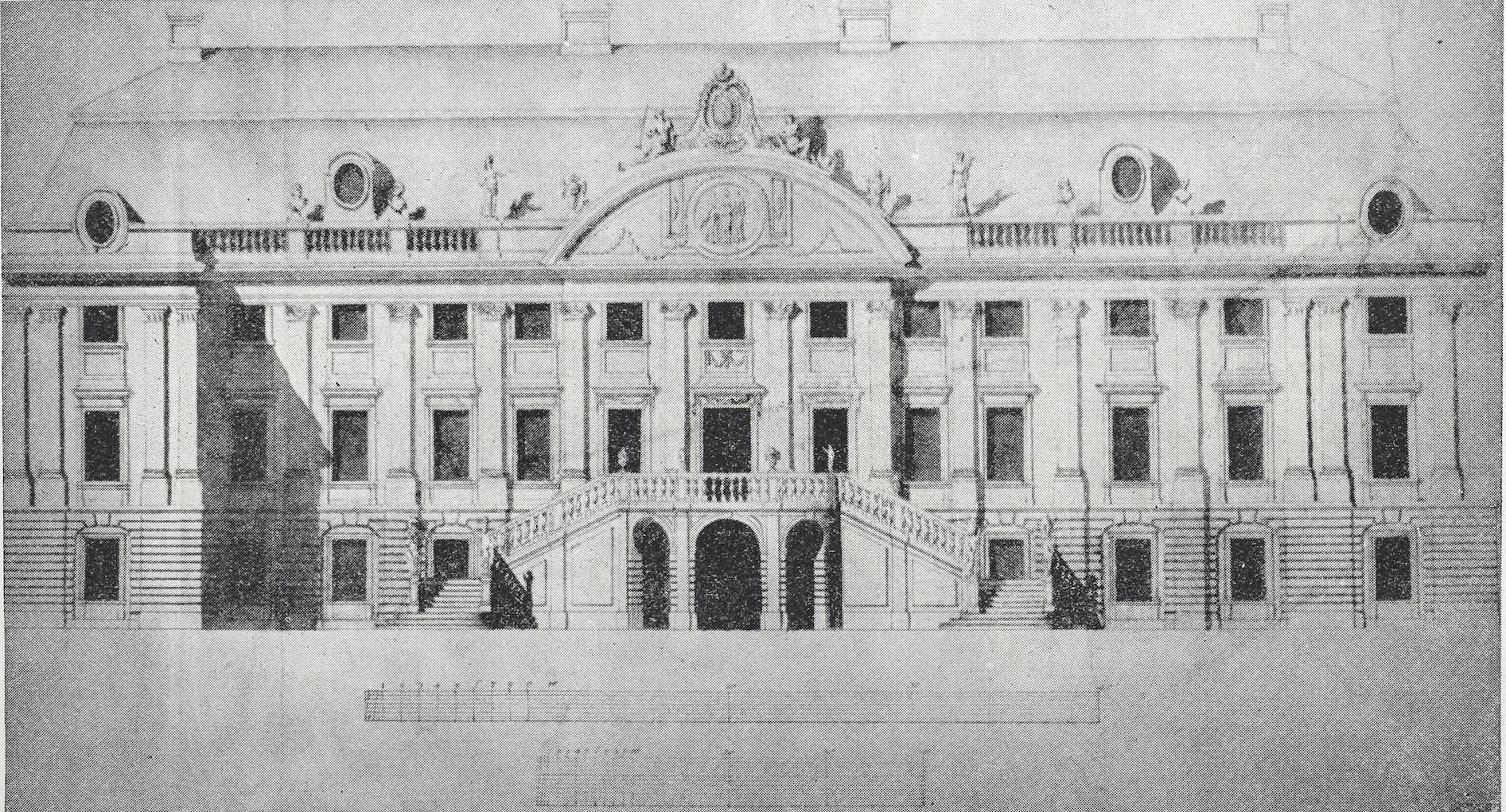
Pałac w Opolu Lubelskim przebudowany przez Zofię Lubomirską

Zofia z Krasińskich Lubomirska (ur. 1718, zm. 1790) – wdowa 1.v. po Janie Tarle, 2.v. księżna kasztelanowa krakowska (jako żona Antoniego Lubomirskiego), ziemianka, aktywna w Konfederacjach radomskiej i barskiej administratorka swoich dóbr, filantropka oraz opiekunka swej bratanicy, Franciszki Wettyn, królewiczowej.

## Życiorys

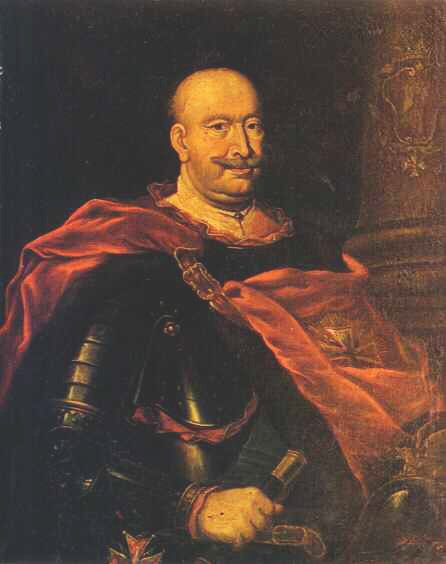
Jan Tarło, pierwszy mąż Zofii

Była córką Aleksandra Krasińskiego, kasztelana wiślickiego i Salomei z Trzcińskich. Według historyka Władysława Konopczyńskiego wykształcenie jej było „przeciętne, ale w całym życiu okazała dużo rozsądku i nieraz nawet rozumu politycznego.”. Pierwsze poślubiny były – jako czwarta żona – z dużo od siebie starszym Janem Tarło, hrabią na Tęczynie, wojewodą sandomierskim i generałem ziem podolskich. Po śmierci męża w 1750 odziedziczyła w dożywocie Opole Lubelskie z kluczem na Lubelszczyźnie. W 1751 już jako wdowa i spadkobierczyni jego, Zofia Tarłową ufundowała w Opolu nowy szpital.
Niedługo potem, w 1752 r. po zmarłym bezpotomnym krewnym, Błażeju Krasińskim, otrzymała część jego ogromnego spadku, Dobromil – który po latach zamieniła na Medykę – oraz Rohatyn i Werchratę.
W 1754 roku brała ponownie ślub z rozwiedzionym z Apolonią Ustrzycką rówieśnikiem, Antonim Lubomirskim, wojewodą lubelskim. Jedyne ich dziecko zmarło w dzieciństwie. Pomyślne transakcje ziemiańskie jej męża, już właściciela Boguchwały i Przeworska, zbliżyło ją do rangi magnatki. Po śmierci rodziców młodej bratanicy, Franciszki Krasińskiej i jej kontrowersyjnym ślubie z księciem kurlandzkim Karolem Krystianem Wettynem, synem króla Polski Augusta III Sasa i Marii Józefy Habsburżanki, Zofia i Antoni Lubomirscy stali się opiekunami jej, jak również w mniejszym stopniu jej trzech sióstr, co zaważyło na ich postawach politycznych w burzliwym następstwie.

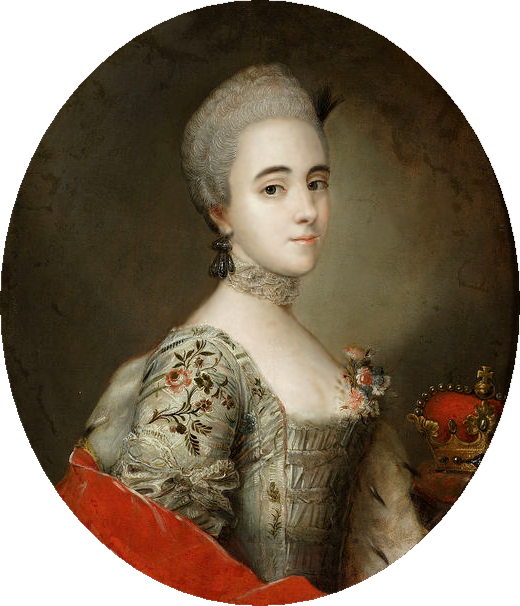
Franciszka Krasińska – olej Kraffta

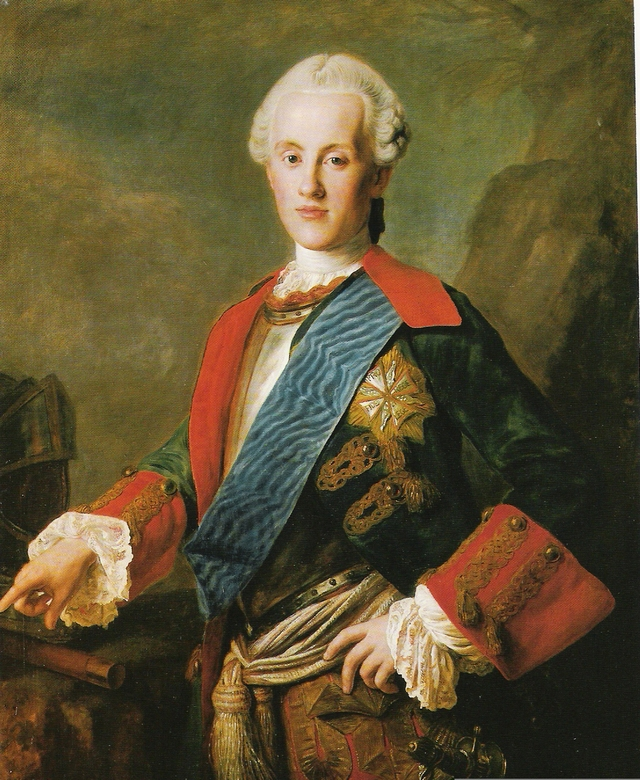
Karol Krystian Wettyn

## Poglądy polityczne

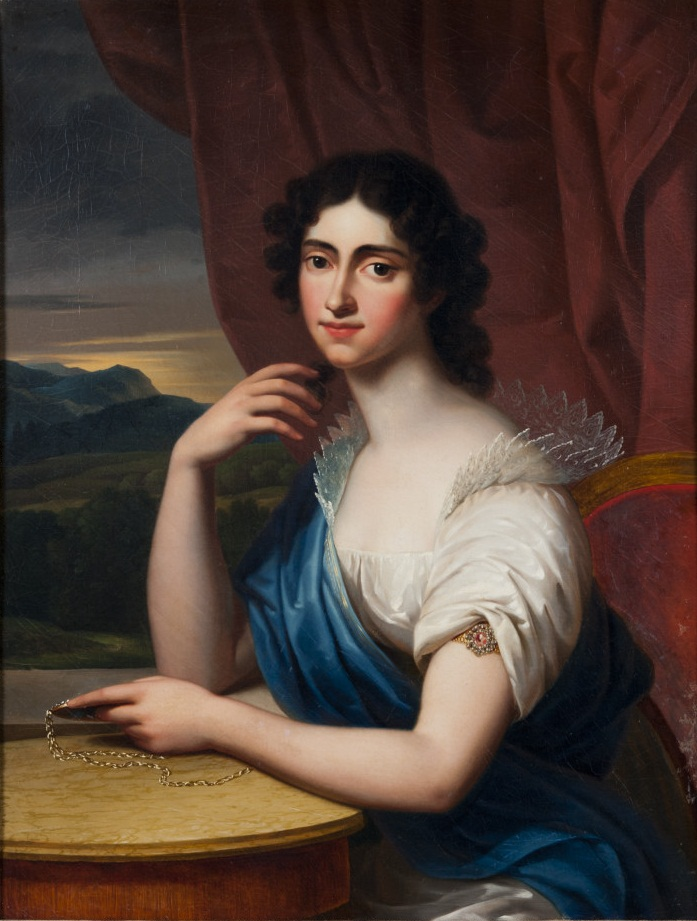
Maria Krystyna, córka Franciszki i Karola

Wywarła skuteczny wpływ na mężu który, jak wielu Lubomirskich, ciążył ku Austrii. Lecz Tarłowie i Krasińscy lgnęli bardziej do patriotów barwy francuskiej. A kwestia ordynacji ostrogskiej zbliżyła ją samą do Familii, zwłaszcza do księcia Augusta Czartoryskiego. W wirze walk politycznych w latach przed rozbiorami, starała się pogodzić postawę rodzinną, czyli poparcie kandydatury, Karola Sasa na króla z przyjaźnią, nawet może miłością dla nieco młodszego Stanisława Augusta Poniatowskiego, i mimo że była zwolenniczką konfederacji barskiej. Odpierała o sobie posądzenia o niejasnej postawie enigmatyczną odpowiedzią: „O króla nigdy nie dbałam, Nowe prawa mi się podobały...”
Napisała dwie rozprawy polityczne, opublikowane w 1770 r. Pierwsza: Uwagi nad stanem szlacheckim i miejskim w Polszcze. Druga: Projekt do porządku publicznego. Drugie pismo dotyczy reformy prawa cywilnego i sądowego. Konopczyński sugeruje że do jej niewątpliwych samodzielnych obserwacji, można dodać pewien wpływ Czartoryskich oraz jej przyjaciela i krewnego, biskupa i senatora, Adama Krasińskiego.
Lubomirska była dużo bardziej ceniona wśród ówczesnych ludzi m.in. Kajetana Koźmiana, od swoich mężów. Posiadała rozległą wiedzę, z której nieraz korzystał jej mąż. Nazywano ją „gniazdową kobietą”. Była osobą gospodarną i lojalną. Ogólnie określano ją, że „...była to pani mądra, oświecona, prawdziwy i może ostatni wzór, podobnie jak księżna marszałkowa Sanguszkowa, możnych pań polskich.”

## Założycielka fabryki
W 1771 r. Lubomirska założyła w Przeworsku, za pomocą specjalistów zagranicznych, fabrykę włókienniczą i Jedwabiu, produkującą znane na cały kraj jedwabne obicia i pasy kontuszowe.

### Fundacje charytatywne Lubomirskich

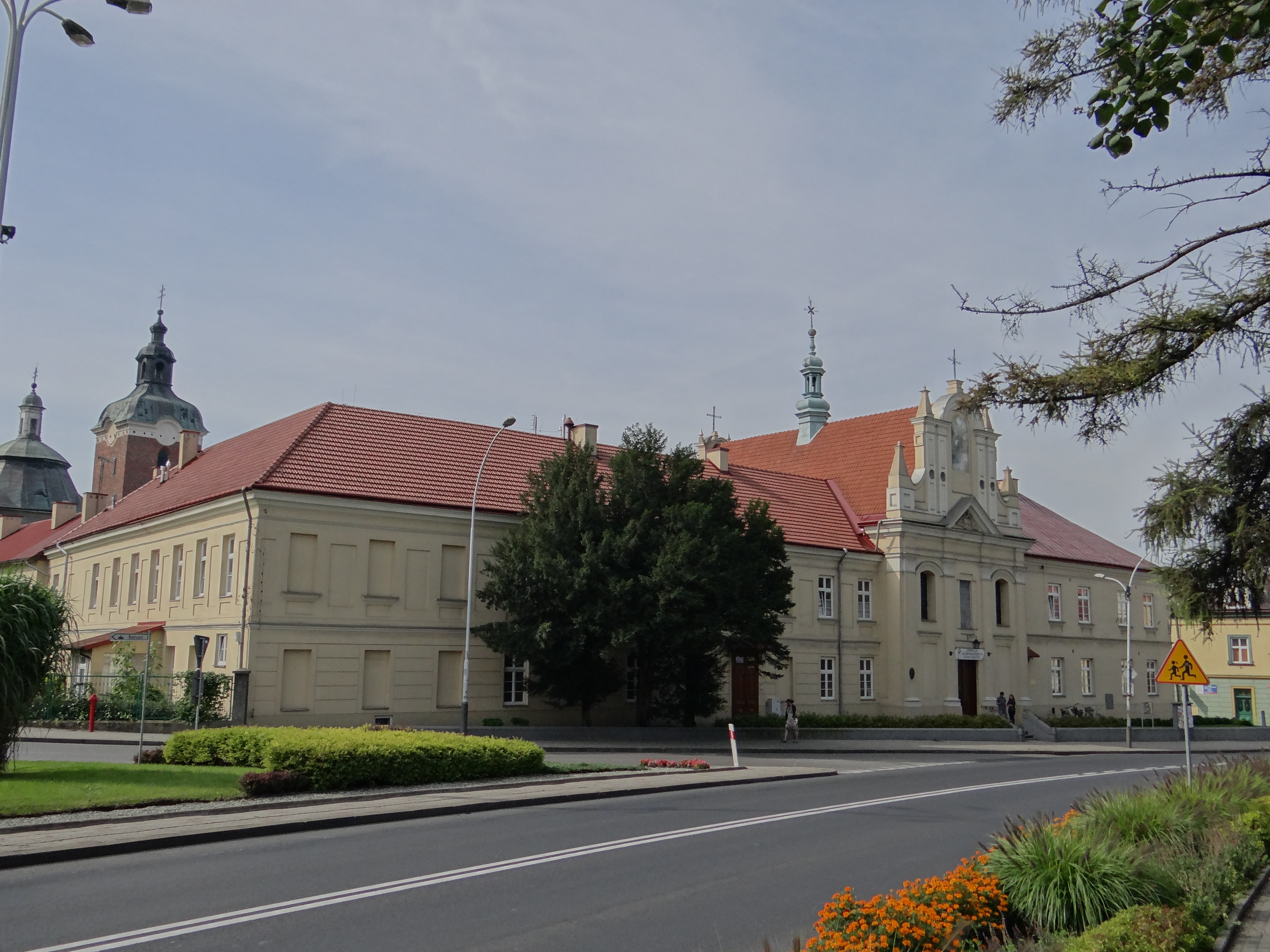
Kościół M.B. Śnieżnej w Przeworsku w zespole klasztornym

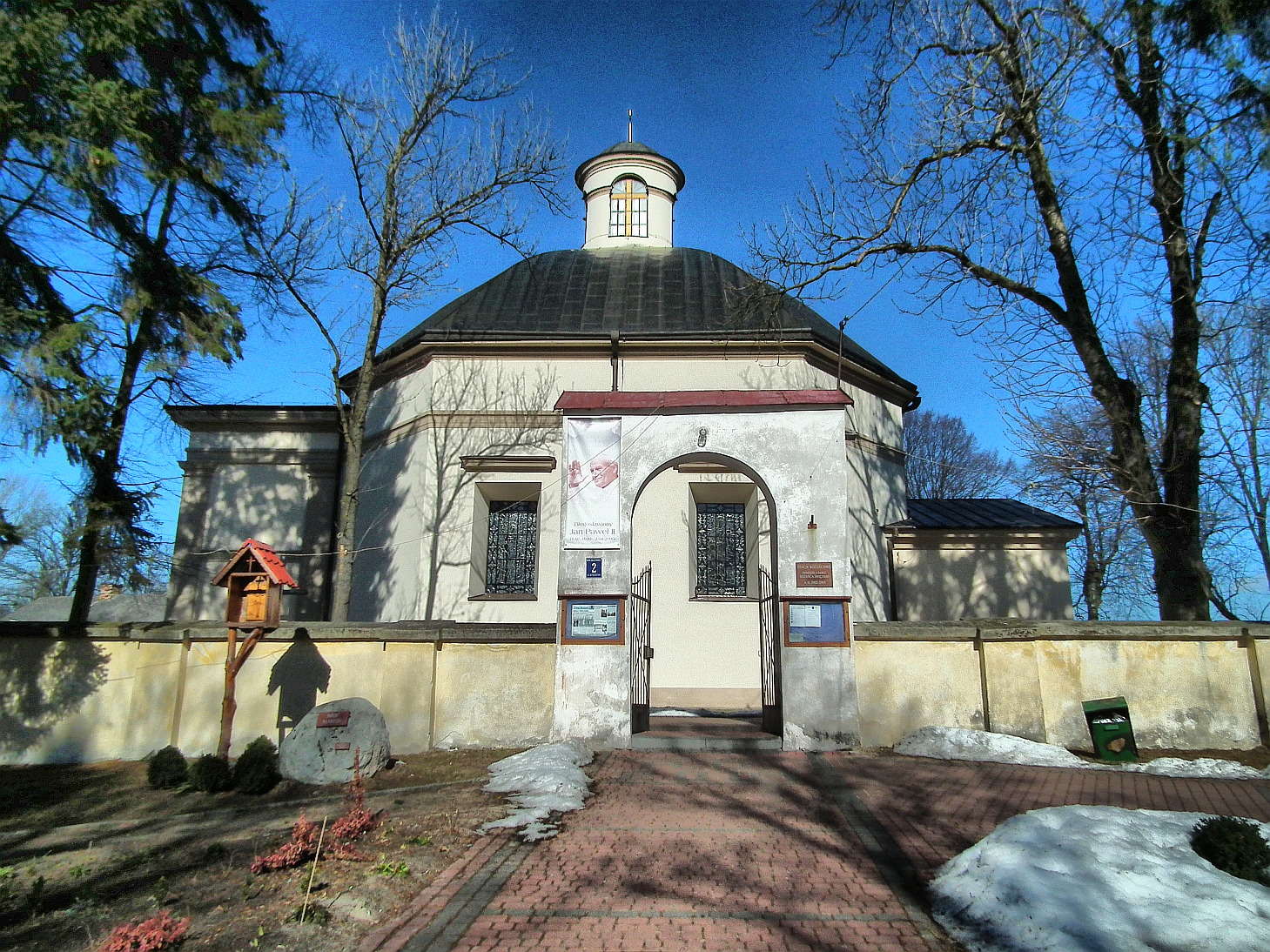
Kościół Św. Trójcy we Wrzelowcu, ufundowany przez Zofię Lubomirską

Lubomirscy ufundowali kościół M.B. Śnieżnej i klasztor w Przeworsku dla zgromadzenia ss. szarytek. Lubomirska także ufundowała w 1777 r. Kościół św. Trójcy we Wrzelowcu, parafia Świętej Trójcy w Kluczkowicach należący do dekanatu Opole Lubelskie.